# Dichromodes haematopa
Dichromodes haematopa là một loài bướm đêm trong họ Geometridae.